# کریس هاردویک
کریس هاردویک (انگلیسی: Chris Hardwick؛ زاده ۲۳ نوامبر ۱۹۷۱) یک هنرپیشه اهل ایالات متحده آمریکا است.